# Wereldkampioenschappen openwaterzwemmen 2017 - 25 kilometer mannen
De 25 kilometer openwaterzwemmen voor mannen tijdens de wereldkampioenschappen openwaterzwemmen 2017 vond plaats op 21 juli 2017 in het Balatonmeer.

## Uitslag
| Rang   | Naam                 | Land             | Tijd      |
| ------ | -------------------- | ---------------- | --------- |
| Goud   | Axel Reymond         | Frankrijk        | 5:02:46.4 |
| Zilver | Matteo Furlan        | Italië           | 5:02:47.0 |
| Brons  | Jevgeni Drattsev     | Rusland          | 5:02:49.8 |
| 4      | Simone Ruffini       | Italië           | 5:02:53.1 |
| 5      | Chip Peterson        | Verenigde Staten | 5:03:43.0 |
| 6      | Gergely Gyurta       | Hongarije        | 5:04:00.7 |
| 7      | Vitali Choedjakov    | Kazachstan       | 5:04:36.1 |
| 8      | Sergej Bolsjakov     | Rusland          | 5:04:49.8 |
| 9      | Marcel Schouten      | Nederland        | 5:04:53.0 |
| 10     | Andreas Waschburger  | Duitsland        | 5:06:14.1 |
| 11     | Sören Meißner        | Duitsland        | 5:06:20.4 |
| 12     | Evgenij Pop Acev     | Macedonië        | 5:06:23.4 |
| 13     | Allan do Carmo       | Brazilië         | 5:06:55.7 |
| 14     | Santiago Enderica    | Ecuador          | 5:08:54.8 |
| 15     | Yohsuke Miyamoto     | Japan            | 5:11:32.1 |
| 16     | Shahar Resman        | Israël           | 5:11:35.1 |
| 17     | Yuval Safra          | Israël           | 5:12:26.5 |
| 18     | Matěj Kozubek        | Tsjechië         | 5:13:17.0 |
| 19     | Taiki Nonaka         | Japan            | 5:13:35.5 |
| 20     | Guillermo Bertola    | Argentinië       | 5:13:46.9 |
| 21     | Jack Brazier         | Australië        | 5:16:35.0 |
| 22     | Victor Colonese      | Brazilië         | 5:27:14.2 |
| 23     | Haythem Abdelkhalek  | Tunesië          | 5:42:50.7 |
| 24     | Saleh Mohammad       | Syrië            | 5:47:08.2 |
| 25     | Kenessary Kenenbajev | Kazachstan       | 5:49:57.5 |
| —      | Simon Lamar          | Verenigde Staten | DNF       |
| —      | Kristóf Rasovszky    | Hongarije        | DNF       |
| —      | Logan Fontaine       | Frankrijk        | DNF       |

* DNF = Niet gefinisht